# Filme-concerto

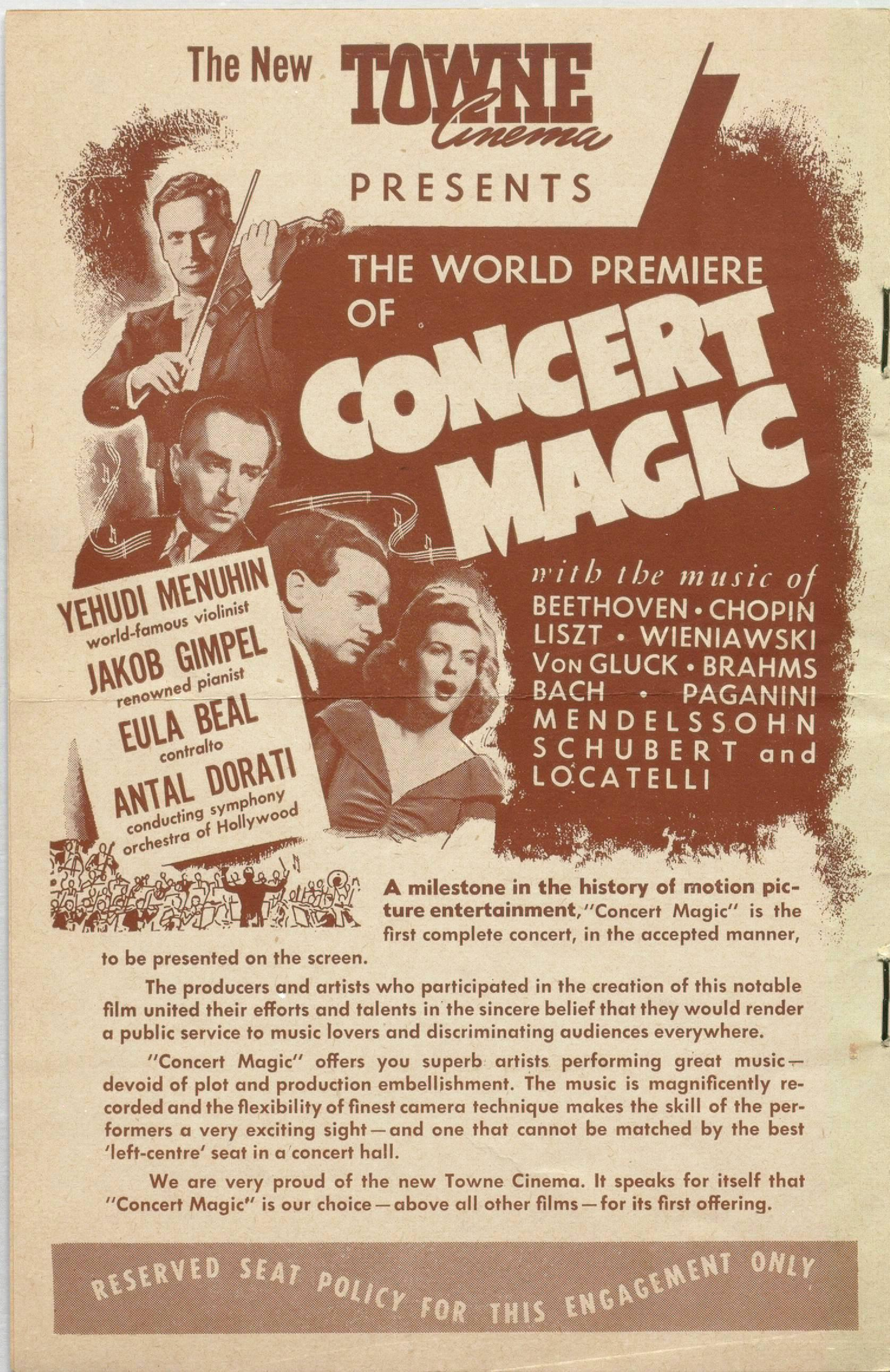
Cartaz para o Concert Magic em 1948 no Cinema Towne em Toronto, Canadá

Um filme-concerto ou filme de concerto, é um filme que mostra uma apresentação ao vivo da perspectiva de um frequentador de um concerto musical, cujo tema é uma apresentação ao vivo prolongada ou concerto por um músico ou um comediante de stand-up.

## História pregressa
O filme de concerto mais antigo conhecido é o filme Concert Magic de 1948. Este concerto apresenta o virtuoso violinista Yehudi Menuhin (1916–1999) no Charlie Chaplin Studios em 1947. Juntamente com vários artistas, executou obras clássicas e românticas de compositores famosos como Beethoven, Wieniawski, Bach, Paganini e outros.[carece de fontes?]
O primeiro filme de concerto de jazz conhecido é o filme de 1959, Jazz on a Summer's Day. O filme foi gravado durante o quinto anual Newport Jazz Festival. O primeiro filme de concerto de rock conhecido foi o T.A.M.I. Show, que contou com artistas como The Beach Boys, James Brown, Marvin Gaye e Rolling Stones.
Um dos filmes-concerto mais inovadores da música popular é Pink Floyd: Live at Pompeii (1972), dirigido por Adrian Maben, no qual o Pink Floyd apresenta um pequeno conjunto de músicas dentro do anfiteatro de Pompeia sem público (exceto para a equipe de gravação).

## Rockumentary
O termo foi usado pela primeira vez na rádio Bill Drake na transmissão de 1969 do History of Rock & Roll e é um portmanteau de "rock" e "documentário". O termo foi posteriormente utilizado para descrever filmes de concertos contendo aparições de vários artistas. Em 1976, o termo foi usado pelos promotores da produção musical ao vivo Beatlemania que documentou a evolução da carreira dos Beatles. Os filme mocumentário de 1984, This Is Spinal Tap, notavelmente parodiou o gênero rockumentary.

## Outros exemplos
Outros exemplos desse tipo de filme incluem Menudo: La Pelicula, de Menudo, de 1981, e Sing Blue Silver, de Duran Duran, de 1984. O primeiro mistura um show do Menudo (em Mérida, Venezuela) com cenas de filmes e um enredo, enquanto o segundo segue o Duran Duran enquanto eles viajam pelo Canadá e Estados Unidos fazendo shows e turismo real.

## Filmes de concerto de maior bilheteria
| † | Indica a venda antecipada de ingressos de um filme ainda a ser lançado ou em exibição. |

| Rank | Título                                                    | Artista(s)                                                      | Bilheteria (US$) | Ano  |
| ---- | --------------------------------------------------------- | --------------------------------------------------------------- | ---------------- | ---- |
| 1    | Michael Jackson's This Is It                              | Michael Jackson                                                 | $261,200,000     | 2009 |
| 2    | Taylor Swift: The Eras Tour                               | Taylor Swift                                                    | $100,000,000 †   | 2023 |
| 3    | Justin Bieber: Never Say Never                            | Justin Bieber                                                   | $99,034,125      | 2011 |
| 4    | Hannah Montana & Miley Cyrus: Best of Both Worlds Concert | Miley Cyrus                                                     | $70,712,099      | 2008 |
| 5    | One Direction: This Is Us                                 | One Direction                                                   | $68,233,799      | 2013 |
| 6    | Eddie Murphy Raw                                          | Eddie Murphy                                                    | $50,504,655      | 1987 |
| 7    | The Original Kings of Comedy                              | Steve Harvey, D.L. Hughley, Cedric the Entertainer e Bernie Mac | $38,236,338      | 2000 |
| 8    | Richard Pryor: Live on the Sunset Strip                   | Richard Pryor                                                   | $34,970,309      | 1982 |
| 9    | Katy Perry: Part of Me                                    | Katy Perry                                                      | $32,700,439      | 2012 |
| 10   | BTS Permission to Dance on Stage - Seoul: Live Viewing    | BTS                                                             | $32,600,000      | 2022 |
| 11   | Kevin Hart: Let Me Explain                                | Kevin Hart                                                      | $32,327,255      | 2013 |
| 12   | Jonas Brothers: The 3D Concert Experience                 | Jonas Brothers                                                  | $30,428,831      | 2009 |